# Coel-asiático
Coel-asiático (Eudynamys scolopaceus) é uma espécie de ave que pertence à família dos cuculídeos.

## Distribuição
Tem uma ampla distribuição no sul da Ásia tropical, Irã, Paquistão, Índia, Bangladexe e Seri Lanca ao sul da China.